# R.E.P. 1
Il R.E.P. 1 e il R.E.P. 2 furono due dei primi aerei francesi, costruiti rispettivamente nel 1906 e nel 1908 dal pioniere dell'aviazione Robert Esnault-Pelterie. Il R.E.P. 1, oggi conservato al Musée des arts et métiers di Parigi, risulta particolarmente importante nella storia dell'aeronautica, essendo esso stato il primo aeromobile ad avere una barra di comando come principale sistema di pilotaggio, nonché il primo ad essere dotato di una fusoliera con telaio metallico.

## R.E.P. 1

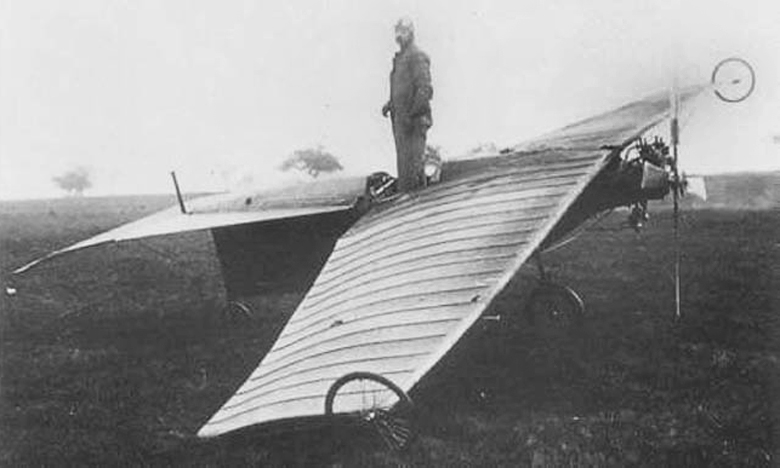
Il R.E.P. 1 nel 1907.

Il R.E.P. 1 era un monoplano con un'elica traente dotata di 4 pale formate da un telaio in acciaio rivestito in alluminio e alimentato da un motore a pistoni con 7 cilindri disposti su una doppia semi-stella, sviluppato dallo stesso Esnault-Pelterie e capace di sviluppare una potenza di  30 hp (22 kW). La fusoliera era costituita da un telaio in tubolari d'acciaio rivestito di seta verniciata e ad essa erano agganciate le ali in legno, uno stabilizzatore triangolare posto sul retro, che terminava con un ampio equilibratore orizzontale, e un'appendice fissa, che ricorda una deriva, nella parte inferiore. Il carrello d'atterraggio del R.E.P. 1 era costituito da quattro ruote, due montate sotto la fusoliera, una a poppa e una a prua, e due poste ognuna all'estremità di un'ala - proprio per questo motivo, le due ali del R.E.P. 1 formavano un angolo di diedro negativo - il che faceva sì che l'aereo, da fermo e in fase di decollo, risultasse piegato su uno dei due lati.
Come la maggior parte degli aeroplani della sua epoca, anche il R.E.P. 1 aveva un controllo del rollio basato sullo svergolamento "dinamico" delle estremità alari. Il R.E.P. 1 fu tuttavia il primo velivolo in cui il comando dello svergolamento era associato al movimento di una barra di comando, piuttosto che di un volante, che azionava tiranti utili a torcere le estremità alari, deformandole e aumentando così l'angolo di attacco di un'ala rispetto all'altra.

### Impiego operativo
Esnault-Pelterie sperimentò il R.E.P. 1 per la prima volta nel settembre del 1906, su una spiaggia vicino a Calais, utilizzandolo come aliante trainato nel volo a vela prima di provare dei voli motorizzati. Dopo aver così effettuato un volo di 500 metri, il pioniere francese decise di dotare il velivolo del sopra descritto motore da lui stesso progettato. Dopo tale trasformazione, Esnault-Pelterie fu in grado di compiere, il 10 ottobre 1907, a Buc-Toussus-le-Noble un volo a motore per la distanza di 100 metri.

## R.E.P. 2

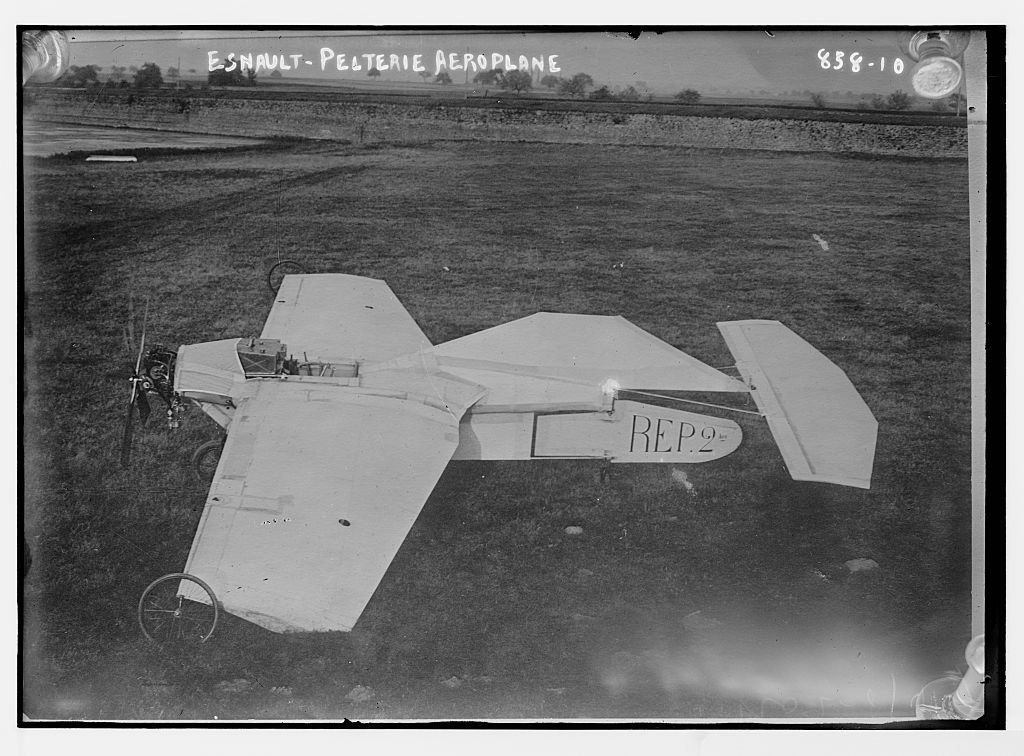
Il R.E.P. 2 nel 1908.

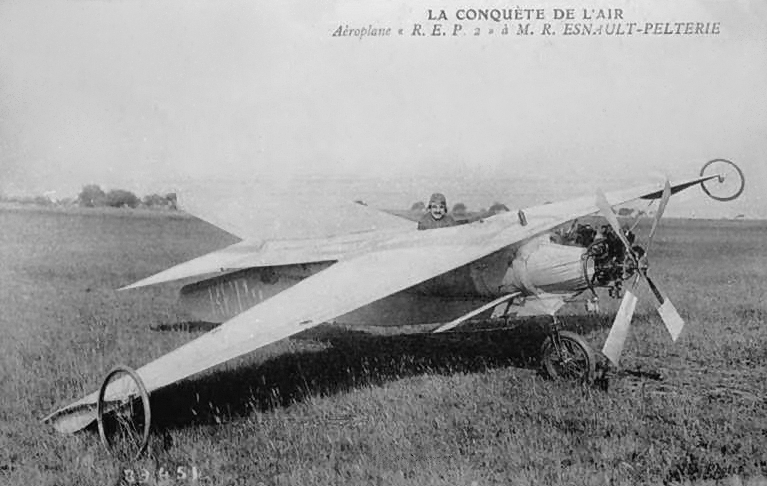
Il R.E.P. 2 nel 1909.

Convinto dalle performance del R.E.P. 1, Esnault-Pelterie decise di passare a un secondo modello, il R.E.P. 2, che differiva dal primo soprattutto per via dell'aggiunta di un ampio equilibratore verticale posto al di sotto della fusoliera, nella parte posteriore dell'appendice precedentemente descritta.

### Impiego operativo
I test del R.E.P. 2 iniziarono nel giugno del 1908 e già l'8 del mese il velivolo riuscì a stabilire un record per i monoplani, volando per una distanza di 1200 m a un'altezza di 30 metri.
Dopo un incidente occorso il 18 giugno, Esnault-Pelterie decise di ritirarsi dal pilotaggio per dedicarsi esclusivamente alla progettazione e alla realizzazione di velivoli, che continuò a portare avanti con successo. L'aeroplano di sua creazione fu quindi ulteriormente modificato con l'aggiunta di un'appendice dorsale trapezoidale che portò alla creazione del R.E.P. 2bis. In questa configurazione, pilotato da M. Châteaux, il 21 novembre 1908 l'aereo vinse il terzo premio dell'Aéro-Club de France per aver effettuato un volo ufficialmente osservato e misurato di almeno 200 metri, percorrendone ben 316. Il velivolo fu quindi tra i protagonisti dell'edizione del salone dell'aeronautica francese svoltosi nel dicembre del 1908 al Grand Palais di Parigi e dell'Air Show che si tenne a Londra nel 1909.